# Мельно (Жарський повіт)
Мельно (пол. Mielno, нім. Mellendorf) — село в Польщі, у гміні Пшевуз Жарського повіту Любуського воєводства.
Населення — 219 осіб (2011).
У 1975-1998 роках село належало до Зеленогурського воєводства.

## Демографія
Демографічна структура станом на 31 березня 2011 року:
|          | Загалом | Допрацездатний вік | Працездатний вік | Постпрацездатний вік |
| -------- | ------- | ------------------ | ---------------- | -------------------- |
| Чоловіки | 107     | 23                 | 75               | 9                    |
| Жінки    | 112     | 22                 | 72               | 18                   |
| Разом    | 219     | 45                 | 147              | 27                   |